# Tamarasjeni
Tamarasjeni (Georgisch: თამარაშენი; Ossetisch:Тамарес, Tamares; Russisch: Тамарашени) was een dorp in het noorden van Georgië, feitelijk gelegen in de afscheidingsregio Zuid-Ossetië. Het door etnisch Georgiërs bewoonde dorp werd tijdens en na de Russisch-Georgische Oorlog van 2008 ontvolkt, in brand gestoken en vernietigd.
Het dorp lag aan de noordkant van de Zuid-Osseetse hoofdstad Tschinvali, op de rechteroever van de Grote Liachvi. Voor de Georgische autoriteiten lag het dorp in de regio Sjida Kartli en was sinds 2006 onderdeel van de gemeente Koerta, een bijzondere gemeente in de door Georgië ingestelde Provisionele Territoriale Eenheid Zuid-Ossetië.

## Geschiedenis

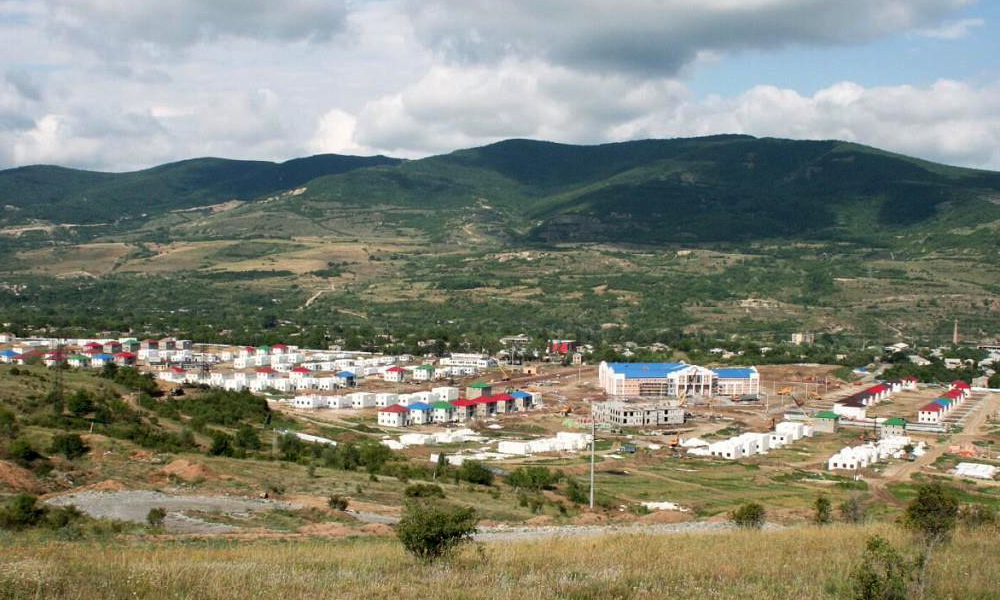
De Tschinvaalse wijk Moskovski naast het vernietigde Tamarasjeni

Tamarasjeni werd volgens geschiedkundigen rond 1200 door de Georgische koningin Tamar opgericht, maar werd rond 1225 alweer vernietigd tijdens een invasie van de Chorasmiden onder leiding van Jalal al-Din Mangboerni.

### Matsjabeli
De nederzetting bleef ondanks de vernietiging bestaan en was sinds de 15e eeuw eigendom van de Matsjabelli-dynastie die heerste over de regio Samatsjablo in het koninkrijk Kartlië. Tamarasjeni stond in de 18e eeuw als kleine stad te boek. De Matsjabelli trokken zich terug in Tamarasjeni, toen het koninkrijk Kartli-Kachetië ophield te bestaan door de Russische annexatie in 1801 en ze de heerschappij kwijtraakten over Samatsjablo.
De bekende Georgische schrijver, publicist en activist in de Nationale Bevrijdingsbeweging Ivane Matsjabelli werd in Tamarasjeni geboren. Het huismuseum in Tamarasjeni ter ere van hem in zijn ouderlijk landhuis raakte in 1997 beschadigd door een aanslag van Zuid-Osseetse militanten. Het werd in 2003-2004 gerenoveerd, maar een bombardement op het dorp tijdens de oorlog van 2008 betekende het einde van het huismuseum. In het vluchtelingen-dorp Tserovani ten noorden van Tbilisi leeft het museum voort.

### Zuid-Ossetië
Tijdens de vorming van de Zuid-Ossetische Autonome Oblast in 1921-1922 en het bepalen van de administratieve grens van de beoogde autonome regio protesteerden tientallen Georgische dorpen waaronder Tamarasjeni en Georgiërs in Tschinvali tegen de voorgenomen inclusie in Zuid-Ossetië. De Liachvivallei ten noorden van Tschinvali kende voornamelijk Georgisch bewoonde dorpen. De dorpelingen schreven "het is beter om te sterven, om ons vanaf hier volledig te hervestigen dan ons te laten onderwerpen aan Ossetië".
Dit mocht niet baten: de meeste dorpen belandden toch in de autonome regio, inclusief Tamarasjeni. Door de ligging aan de noordelijke toegangsweg voor Tschinvali, de latere Transkam, en de hoofdweg naar Oni in Ratsja groeide Tamarasjeni uit tot een van de grotere dorpen in Zuid-Ossetië met een betrekkelijk gemengde bevolking. Na het intrekken van de Zuid-Ossetische autonomie in december 1990 door de Georgische Sovjetautoriteiten, werd in april 1991 het district Tschinvali, waar Tamarasjeni onder viel, opgeheven en aan het district Gori toegevoegd.

### Georgisch-Ossetisch conflict
Tijdens de burgeroorlog in 1991-1992 vond er van twee zijden etnische zuivering plaats, waaronder ook in Tamarasjeni. Volgens rapporten werd Tamarasjeni vanaf januari 1991 systematisch door informele Georgische milities vrijwel geheel gezuiverd van Osseten, die ongeveer een derde van de bevolking waren. Dit was een reactie op het verjagen van de Georgische bevolking uit het nabijgelegen Tschinvali. Tegelijkertijd lag het dorp gedurende 1991 onder Osseetse beschietingen.
In juni 1992 werd een door Rusland geleide vredesmacht ingesteld, waarna het dorp onder Georgische controle te staan.  In 2004 vonden rond het dorp gewapende schermutselingen plaats tussen Georgische vredestroepen en Zuid-Osseetse milities. Tamarasjeni werd in 2006 ingedeeld bij de nieuwe gemeente Koerta, die opgericht was ten behoeve van het bestuur van de Georgisch gecontroleerde dorpen in de Liachvivallei ten noorden van Tschinvali. In het nabijgelegen Koerta zetelde het overkoepelende door Tbilisi erkende interimgezag over Zuid-Ossetië, de Zuid-Ossetische Administratie.

### Oorlog 2008
In de periode voorafgaand aan de oorlog in 2008 was Tamarasjeni tezamen met een aantal andere dorpen zoals Avnevi verschillende keren doelwit van zware Osseetse beschietingen. De aanhoudende beschietingen op de avond van 7 augustus 2008 op een aantal Georgische dorpen, waaronder Tamarasjeni, na de Georgische oproep tot staakt-het-vuren waren de uiteindelijke aanleiding tot het Georgische grondoffensief dat als start van de oorlog wordt gezien. Het dorp was de volgende dag ook doelwit van Russische bombardementen.
Onderzoekers van Human Rights Watch constateerden op 12 augustus 2008 ter plekke plunderingen en brandstichting in Tamarasjeni en andere etnisch Georgische dorpen langs de weg naar Dzjava in het noorden. Tussen 10 en 22 augustus 2008 werden op basis van satellietanalyses naar schatting 177 gebouwen in Tamarasjeni in brand gestoken en vernield, wat op bijna het gehele dorp neerkwam. Volgens getuigenissen werd er door Russische tanks op huizen geschoten. Aanklagers van het Internationaal Strafhof documenteerden de stelselmatige vernietiging van huizen in Tamarasjeni en elders "met als doel de etnische Georgiërs met geweld van het grondgebied van Zuid-Ossetië te verdrijven".
In oktober 2008 werd met steun van de stad Moskou door de Zuid-Osseetse autoriteiten begonnen met de bouw van de 'Moskovski'-wijk van Tschinvali, dat direct aan de westkant van Tamarasjeni kwam te liggen. Deze wijk werd rond 2011 opgeleverd. In de periode 2017-2020 zijn alle restanten van Tamarasjeni verwijderd.

## Demografie
Volgens de (Georgische) volkstelling van 2002 woonden in Tamarasjeni 960 mensen waarvan 91% Georgisch. Het dorp is in 2008 vernietigd en feitelijk opgehouden te bestaan. Het werd ook niet opgenomen in de Zuid-Osseetse volkstelling van 2015. 
| Bevolking van Tamarasjeni                                      | Bevolking van Tamarasjeni | Bevolking van Tamarasjeni | Bevolking van Tamarasjeni | Bevolking van Tamarasjeni | Bevolking van Tamarasjeni | Bevolking van Tamarasjeni | Bevolking van Tamarasjeni | Bevolking van Tamarasjeni | Bevolking van Tamarasjeni |
| -------------------------------------------------------------- | ------------------------- | ------------------------- | ------------------------- | ------------------------- | ------------------------- | ------------------------- | ------------------------- | ------------------------- | ------------------------- |
| Jaar                                                           | 1886                      | 1923                      | 1939                      | 1970                      | 1979                      | 1989                      | 2002                      | 2008                      |                           |
| Aantal                                                         | 357                       | 321                       | 594                       | 969                       | 1.196                     | 1.166                     | 960                       | 0                         |                           |
|                                                                |                           |                           |                           |                           |                           |                           |                           |                           |                           |
| Georgiërs                                                      | 98,3 %                    | 95,3 %                    | -                         | n.b.                      | n.b.                      | 63 %                      | 91 %                      |                           |                           |
| Osseten                                                        | 0,3 %                     | 4,7 %                     | -                         | n.b.                      | n.b.                      | 35 %                      |                           |                           |                           |
| Verantwoording data: 1886, 1923, 1939-1989, volkstelling 2002. |                           |                           |                           |                           |                           |                           |                           |                           |                           |

## Geboren
- Ivane Matsjabelli (1854-1898), lid van de aristocratische Matsjabelli familie, schrijver, vertaler, publicist, lid van de Georgische Nationale Bevrijdingsbeweging en grondlegger van de nieuwe Georgische literaire taal.